# Montagne de Diesse

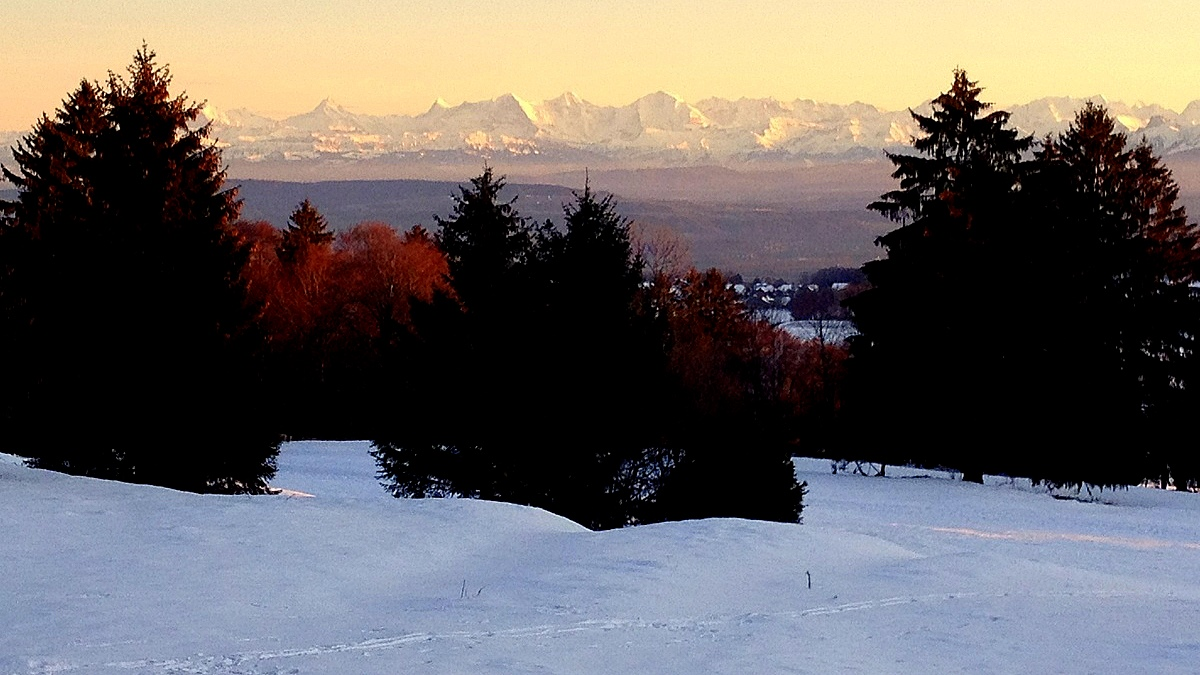
Vue sur une partie de la montagne de Diesse, en direction de Prêles ; au fond les Alpes bernoises.

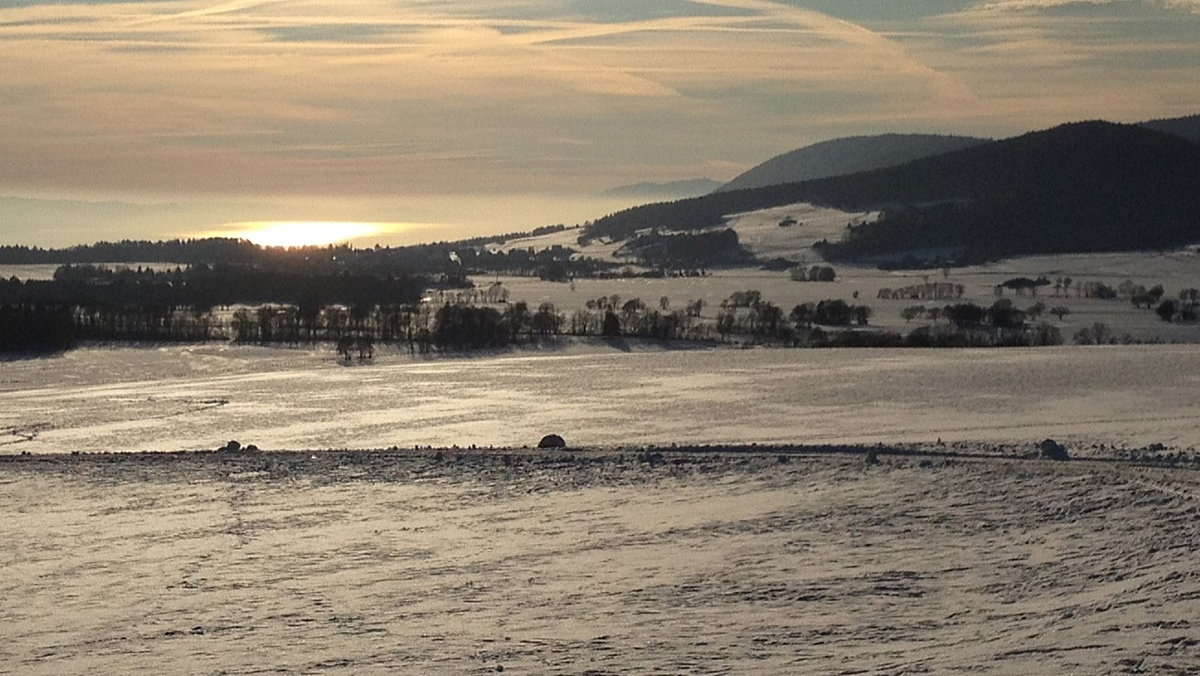
Panorama en direction de Lignières et du lac de Neuchâtel.

La montagne de Diesse (en allemand : Tessenberg), également appelée plateau de Diesse, est un vaste plateau situé à environ 800 mètres d'altitude sur le versant sud du Chasseral, 400 m au-dessus du lac de Bienne, en Suisse. La partie est du plateau fait partie du canton de Berne, la partie ouest du canton de Neuchâtel.

## Géologie et topographie
Géologiquement, la montagne de Diesse est un synclinal entre la chaîne du Chasseral au nord et les contreforts au-dessus du lac de Bienne qui s'est rempli au fil du temps par les dépôts provenant des anticlinaux voisins, ainsi que du glacier du Rhône en période glaciaire. Mesurant 18 km², le plateau est bordé au nord par le Chasserel, au nord-est par le mont Sujet, à l'est par la montagne de Douanne, au sud par les hauteurs surplombant le lac de Bienne et à l'ouest par le Serroue.
La montagne de Diesse possède deux sorties : à l'est, les gorges de Douanne, qui traversent la montagne de Douanne, et au sud-ouest par le ruisseau de Vaux ; ces deux cours d'eau se déversent dans le lac de Bienne. Le plateau de Diesse était auparavant un vaste marais, régulièrement inondé à la fonte des neiges. Il a été drainé après la Première Guerre mondiale.

## Démographie
Les trois communes de la montagne de Diesse reposent en bordure du plateau : Nods, Plateau de Diesse (une fusion des anciennes communes de Diesse et Lamboing sur le bord nord, ainsi que de Prêles sur les hauteurs bordant le lac de Bienne) et Lignières au pied du Serroue. Elles possèdent à peu près 3 500 habitants, dont environ 83 % de francophones et 15 % de germanophones.

## Économie
Après le drainage du marais de Diesse, le plateau fut exploité pour ses terres arables fertiles. Toutes les communes sont tournées vers l'agriculture, mais accueillent depuis environ 1980 de nombreux navetteurs. Les activités industrielles y sont peu développées.

## Transport

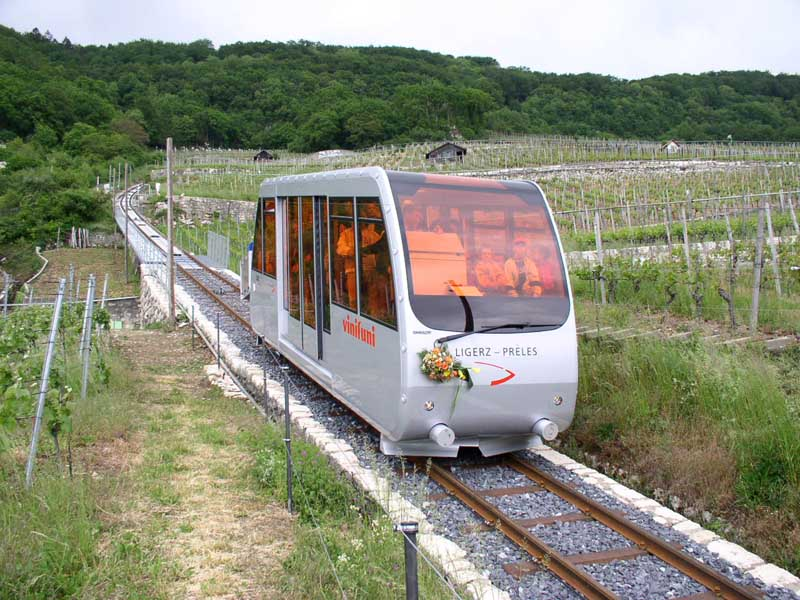
Le funiculaire reliant Prêles à Gléresse.

La montagne de Diesse est désormais bien desservie. Plusieurs routes la relient aux rives du lac de Bienne, et ensuite à Neuchâtel ou à Bienne par l'A5. Les communes du plateau sont reliées aux gares de La Neuveville et du Landeron par CarPostal. Un funiculaire dédié au tourisme relie Prêles à Gléresse depuis 1912. La ligne a été rénovée en 2004.

## Histoire
Le territoire semble posséder une route dès l'époque romaine. Au XIIe siècle, le plateau appartient aux comtes de Neuchâtel. Par la suite, il est placé sous la domination conjointe des princes-évêques de Bâle et des comtes de Neuchâtel-Nidau, ces derniers étant remplacés par Berne au XIVe siècle. Les princes-évêques sont représentés par la ville de Bienne et ont la charge des affaires judiciaires et militaires. Berne, par l'intermédiaire du maire de Nidau, s'occupe des affaires religieuses.
Pendant longtemps, le plateau est difficile d'accès et par conséquent isolé. Pour cette raison, la Réforme n'y prend pas pied immédiatement, bien qu'elle soit imposée par Berne dès 1530. Sous la pression de Berne, la région accepte la Réforme en 1550. Une épidémie de peste décime le plateau vers le milieu du XVIe siècle.
À la fin décembre 1797, la montagne de Diesse est occupée par les armées françaises et la partie actuellement bernoise est intégrée au département du Mont-Terrible, puis au département du Haut-Rhin en 1800. Après 1815, le majeure partie du plateau revient au canton de Berne, tout d'abord dans le district de Cerlier puis en 1846 dans le nouveau district de La Neuveville.